# Jetpur Harsurpur
Jetpur Harsurpur fou una de les branques en què estava dividit el principat de Jetpur al segle xx, abans de ser abolit el 9 d'agost de 1937 pel seu excessiu fraccionament. Estava governat per V. S. Meram Harsur que li donava nom. La superfície era de 18 km² i la població de 675 habitants.